# Пјаца Нова (Ровиго)
Пјаца Нова је насеље у Италији у округу Ровиго, региону Венето.
Према процени из 2011. у насељу је живело 37 становника. Насеље се налази на надморској висини од 8 м.